# Ours bleu du Tibet
Ursus arctos pruinosus
Pour les articles homonymes, voir Ours du Tibet.
Sous-espèce
Statut de conservation UICN

 VU A2cd+3d+4d : Vulnérable
L'Ours bleu du Tibet (Ursus arctos pruinosus) est une des sous-espèces d'ours brun (Ursus arctos) habitant le plateau tibétain en Asie centrale, au nord de l'Himalaya. En tibétain, il est connu sous le nom de Dom gyamuk.
Cette sous-espèce qui figure en Annexe I de la CITES est en danger de disparition en raison de l'utilisation de sa bile dans la médecine chinoise.

## Dans la culture populaire

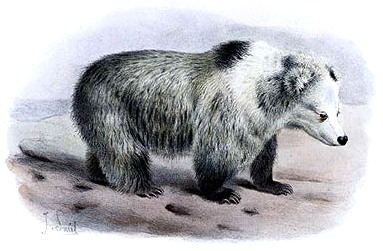
Illustration d'un ours bleu du Tibet par Joseph Smit

Dans la culture populaire du Tibet, cet ours est associé à la légende du yéti. Cet animal ayant une tendance très agressive n'hésiterait pas à s'attaquer au bétail des Tibétains, notamment du fait de la disparition du couvert végétal, mais aussi aux chevaux et aux autres ours.

## Systématique
Le nom valide complet (avec auteur) de ce taxon est Ursus arctos pruinosus Blyth, 1854.
Ce taxon porte en français le nom vernaculaire ou normalisé suivant : Ours brun du Tibet.
Ursus arctos pruinosus a pour synonyme :
- Ursus lagomyiarius Przewalski, 1883